# Otoe
En Panamá otoe hace referencia al cormo de la planta Colocasia esculenta

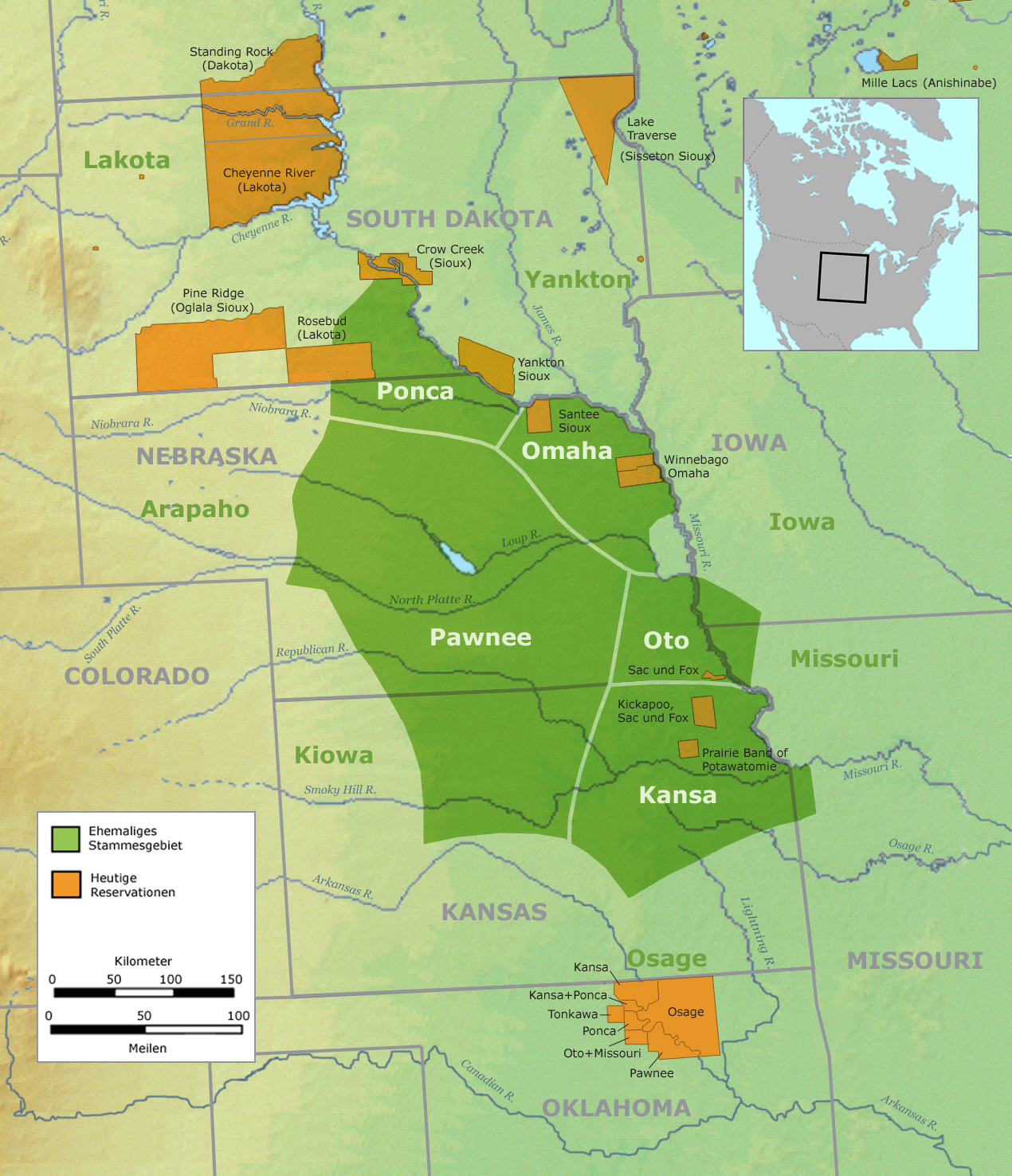
Antiguos territorio de la tribu otoe (en verde). En la parte inferior, en rojo, actual reserva en Oklahoma.

Los otoe son una tribu de nativos americanos, que habla el chiwere, una de las lenguas siux. También son conocidos como indios oto.  Su nombre provenía de wat-ota o uahtaktato 'lujuriosos'. Otras tribus de la rama chiwere son los misuri y iowa, también llamada niutachi.

## Historia
Los oto vivían en la cuenca del río Minesota, pero fueron tuvieron que marcharse del área, junto con los indios iowa, por una invasión de los indios dakota, quienes a su vez habían sido desplazados por una invasión de los indios ojibwa.

## Localización
Antiguamente, los otoe vivían en Nebraska con los missouri, a donde emigraron procedentes de las costas de los Grandes Lagos. Los missouri vivían en las riberas del río Misuri, en la confluencia con el río Misisipi. Hoy viven en el condado de Noble (Oklahoma), en la Otoe-Missouria Federal Trust.

## Demografía
En 1900 los otoe eran 370 individuos, aumentaron a 1400 en 1980 y a 1500 en 1990, junto con los misuri. Según datos de la  Oficina de Asuntos de Nativos Americanos (Bureau of Indian Affairs, BIA) de 1995, en la Reserva Otoe-Missouria de Oklahoma vivían 813 individuos (1462 en el rol tribal).
Según el censo de 2000 de los EE. UU., había 1470 puros, 336 mezclados con otras tribus, 505 mezclados con otras razas y 133 con otras razas y otras tribus. En total, 2444 individuos.

## Costumbres
Como el resto de las  tribus chiwere y siouan, pertenecían a la cultura de las llanuras, caracterizada por vivir en tipis y la caza del búfalo. 

## Historia
Probablemente, hasta el siglo XV vivían en la zona de los Grandes Lagos, con los winnebago, pero se separaron y marcharon a Nebraska, estableciéndose cerca del Grand River.
En 1673 fueron visitados por Louis Jolliet y Jacques Marquette, que los encontraron cerca del actual asentamiento de Des Moines (Iowa). 
En 1804, la expedición de Lewis y Clark, los encontró ya asentados en las riberas del Platte, cerca de la actual ciudad de Omaha, con los omaha y los osage. Los misuri fueron casi exterminados en 1798 en una guerra contra los fox y sauk, y los supervivientes se hubieron de refugiar entre los osage, kanza y otoe. En 1805 se volvieron a reunir los misuri, pero fueron atacados por los osage, y los supervivientes se escondieron entre los otoe y los ioway.
En 1817 hicieron los primeros tratados con los blancos, y hacia 1830 vendieron sus tierras a cambio de una reserva en Kansas y Nebraska, cerca del río Big Blue, que no les dieron hasta 1854. Hacia 1862, sin embargo, vendieron las tierras y fueron a Oklahoma, donde se instalaron en el condado de Noble. Así y todo, su reserva fue parcelada en 1887. 
Truman Washington Dailey (1898-1996), también conocido como Mashi Manyi ("Soaring High") o Sunge Hka ("White Horse"), es el último hablante de Otoe-Missouri (Baxoje-Jiwere-Nyut'chi).

## Enlaces
- Wikimedia Commons alberga una categoría multimedia sobre Otoe.
- Otoe-Missouria Tribe of Oklahoma
- Lengua Ioway-Otoe
- Genealogía Otoe-Missouria